# Диня
Ди́ня посівна́, або ди́ня звича́йна (Cucumis melo; Melo sativus)  — вид однорічних рослин з роду огірок родини гарбузових (Cucurbitaceae). Харчова баштанна культура, іноді застосовується як лікарська.

## Опис

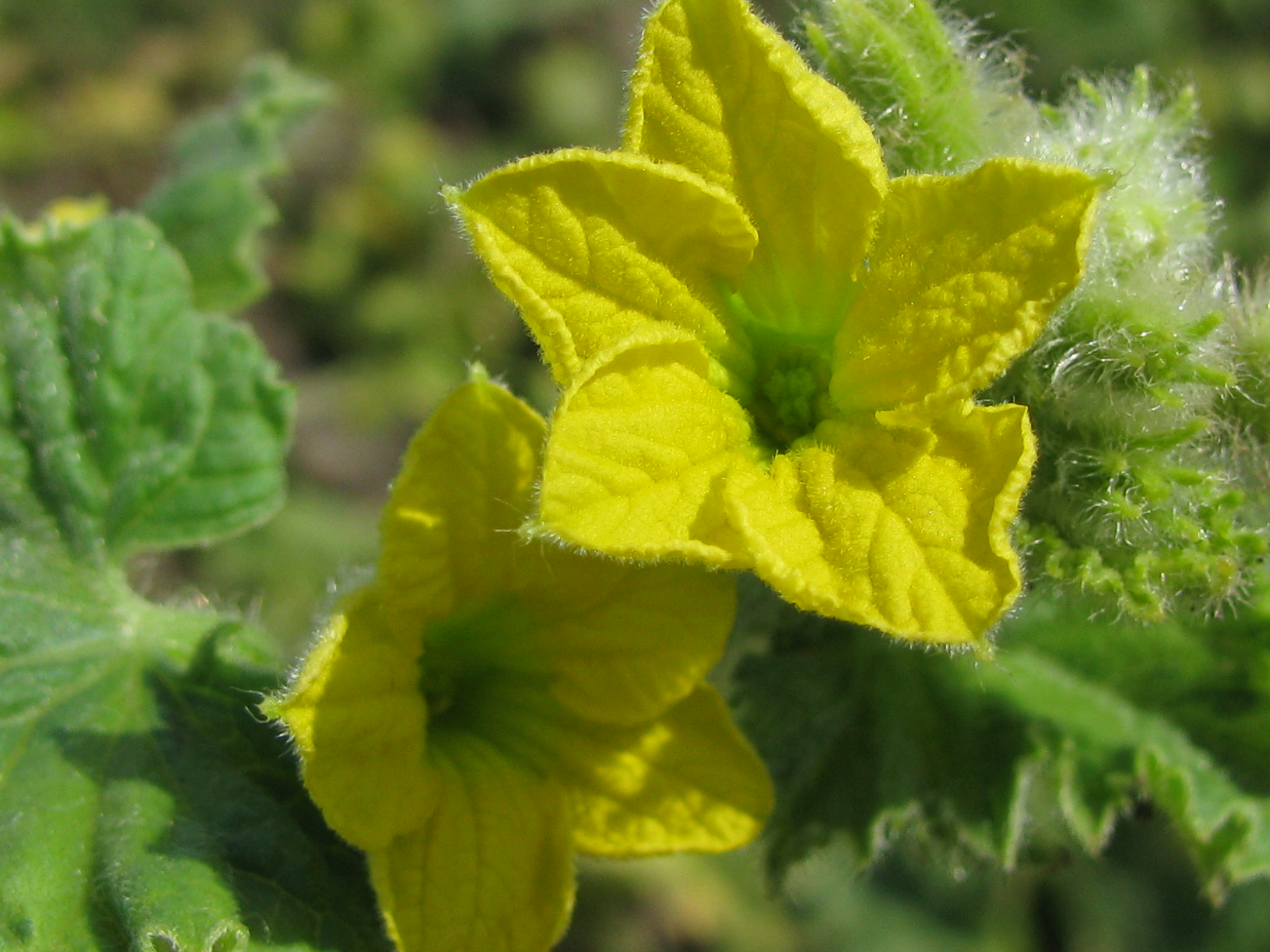
Квітки дині

Трав'яна шорстко-запушена рослина. Стебло невиразногранчасте, повзуче, до 3 м завдовжки. Листки чергові, округло-серцеві, п'ятилопатеві, зубчасті, 6—20 см завдовжки. Зверху шорсткі, знизу покриті жалкими волосинками.
Квітки одностатеві, рідше — двостатеві; тичинкові — на коротких ніжках, зібрані негустими пазушними пучками; маточкові — одиничні. Віночок колесоподібний, п'ятироздільний, ясно-жовтий.
Плід ягодоподібний (несправжня ягода), багатонасінний, зеленуватий або жовтуватий, кулястий, овальний або видовжений. Цвіте у липні — серпні. Плодоносить у серпні — вересні.

## Поширення
Батьківщиною вважається Африка і Ост-Індія. Перша згадка (лат. pepones) зустрічається в Біблії. На наших теренах диня почала поширюватися з XVI століття. Стигла диня зазвичай має солодкий, майже медовий смак.
Уродженка тропічної та субтропічної Африки, диня з давніх часів підкорювала серця гурманів. Ще в давнину дикорослу диню поціновували за її смак. Відомо, що в Єгипті плоди дині приносили в дар богам, а у Вавилоні їм приписували божественну властивість зберігати в собі Світло.
Потім землероби Північної Індії та Середньої Азії почали вирощувати культурні сорти дині. Поступово ця баштанних культур завоювала всю Середню та Малу Азію і схід аж до Китаю. В Європу та Росію диню завезли тільки в середні XVI століття.
Цей ароматний і яскравий плід припав до смаку королям, і вони стали вишуканими її поціновувачами. У Франції диню вирощували на версальському городі, на Московії за царя Олексія Михайловича — в теплицях під Москвою.
В Україні широко вирощують, переважно в південних районах країни.

## Вирощування дині на Україні
Масово диню вирощують в Миколаївській, Одеській, Херсонській, Запорізькій, Дніпропетровській областях, на півдні Вінницької області приблизно від Могилева-Подільського до Ольгополя, на півдні Чернівецької області, частково в Кіровоградській, Черкаській, Полтавській областях.
Дині були майже на кожному обійсті до початку колективізації.

## Нутриціологічне значення
М'якуш дині містить багато заліза, калію, кальцію, магнію, вітамінів групи В, С і А, каротин і пектини. Завдяки їм, диня є засобом профілактики серцево-судинних захворювань, знижує рівень холестерину в крові і запобігає розвитку атеросклерозу, заспокоює нервову систему, нормалізує роботу кишки, а також виводить токсини.
Диня містить багато клітковини та вважається продуктом, важким для перетравлення.

### Хімічний склад
Плоди містять органічні кислоти, цукри (16—18 %), пектинові речовини, вітаміни (Е, С, В6, В2, каротин, нікотинову, пантотенову та фолієву кислоти), клітковину, азотисті й мінеральні речовини.

## Фармакогнозичне значення

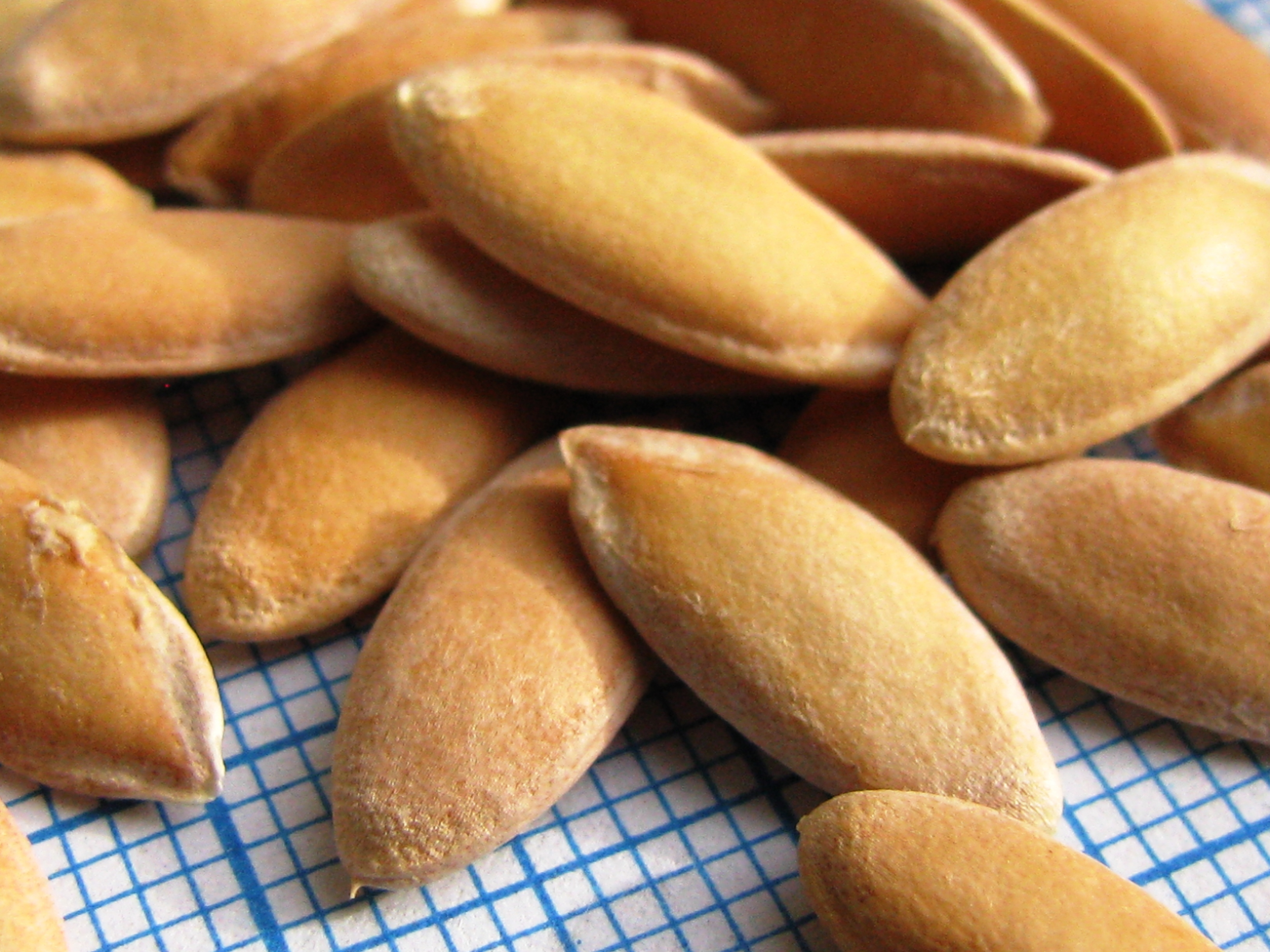
Насіння сорту Липнева

Плід дині посівної використовують як помірно послаблювальний, сечогінний та жовчогінний засіб при захворюваннях сечовивідних шляхів, серцево-судинної системи і жовчних шляхів, при порушенні обміну речовин (подагра, нирковокам'яна хвороба тощо), при геморої, хворобах горла й хронічному кашлі та при деяких гельмінтозах.
Ніжна клітковина посилює перистальтику кишок і сприяє виведенню холестерину. Завдяки наявності в дині великої кількості фолієвої кислоти, її корисно вживати при малокрів'ї, захворюваннях печінки та при атеросклерозі. Надмірне вживання дині спричинює болі в животі, пронос.
З косметичною метою сік дині посівної використовують для видалення пігментних плям, вугрів та ряботиння.
З лікувальною метою використовують плоди. Вживають плоди свіжими; про запас в'ялять, сушать, переробляють на цукати, варення, джеми, маринади тощо.
Рослина неофіцинальна.

## Застосування
У сорті зеленого чаю «Sencha Berry-Melon» додано медову диню у засушеному вигляді, разом з малиною.

## Галерея

Диня (Cucumis melo L.) Українські сорти
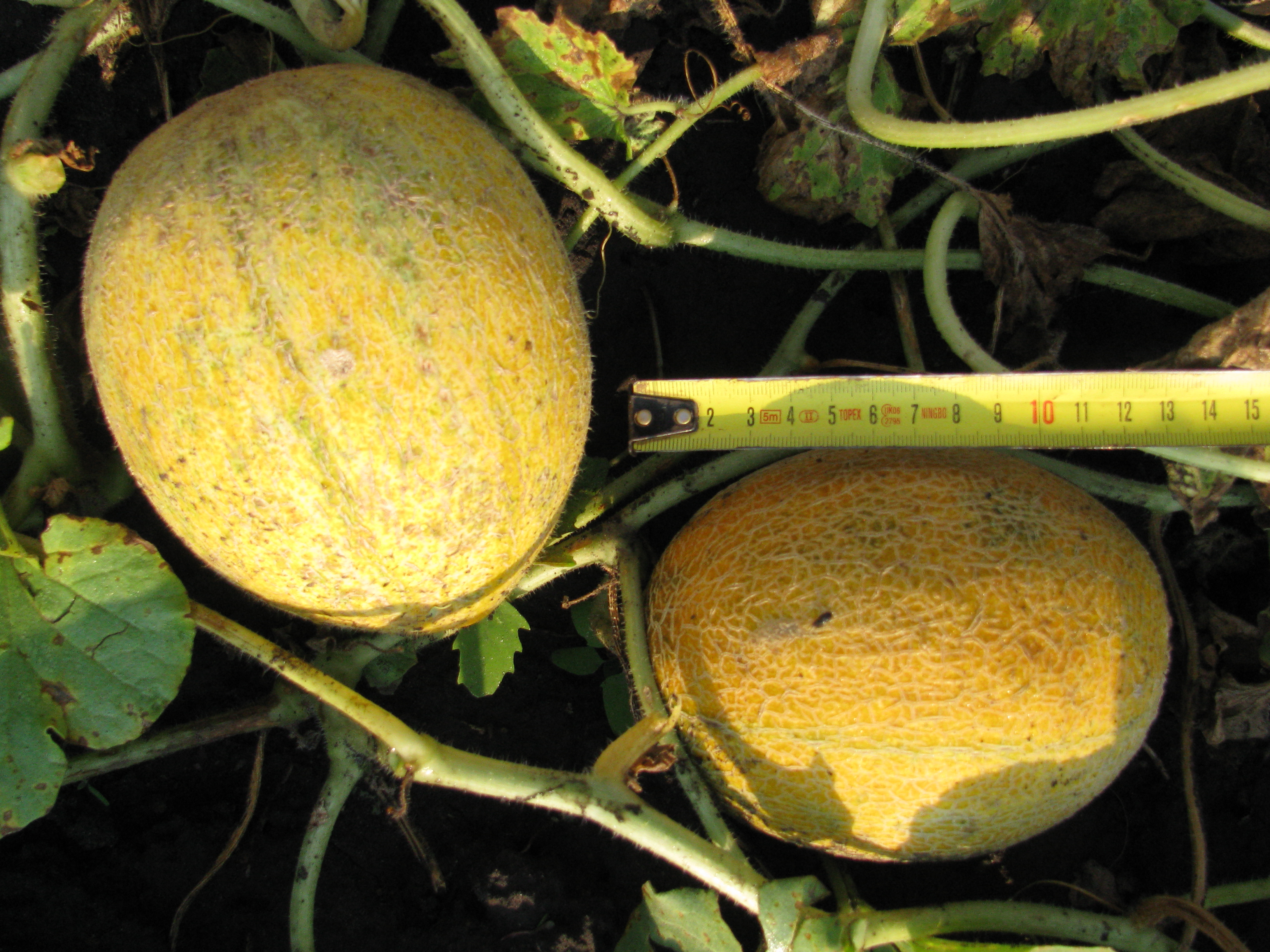
Сорт Забавка
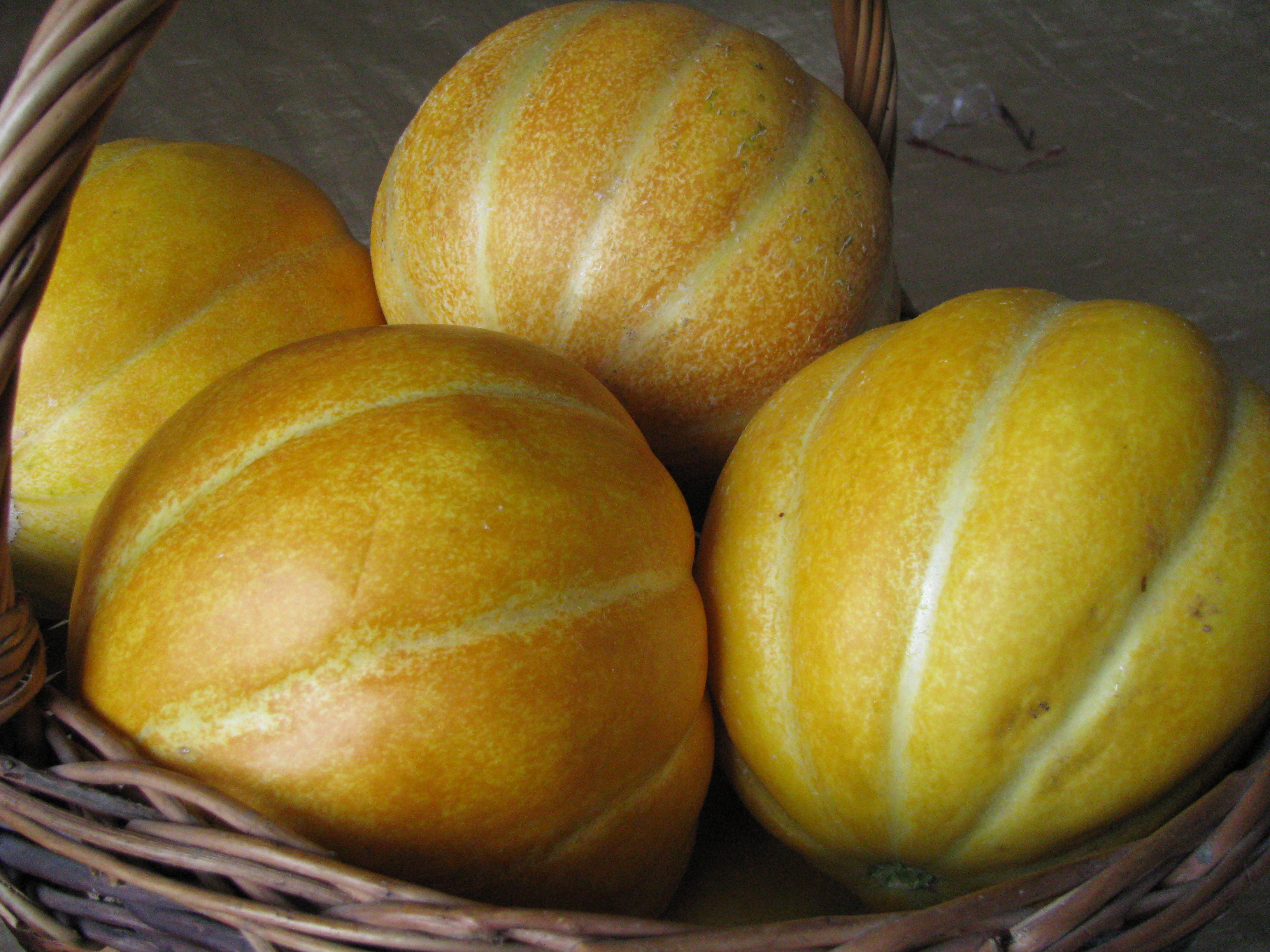
Сорт Липнева
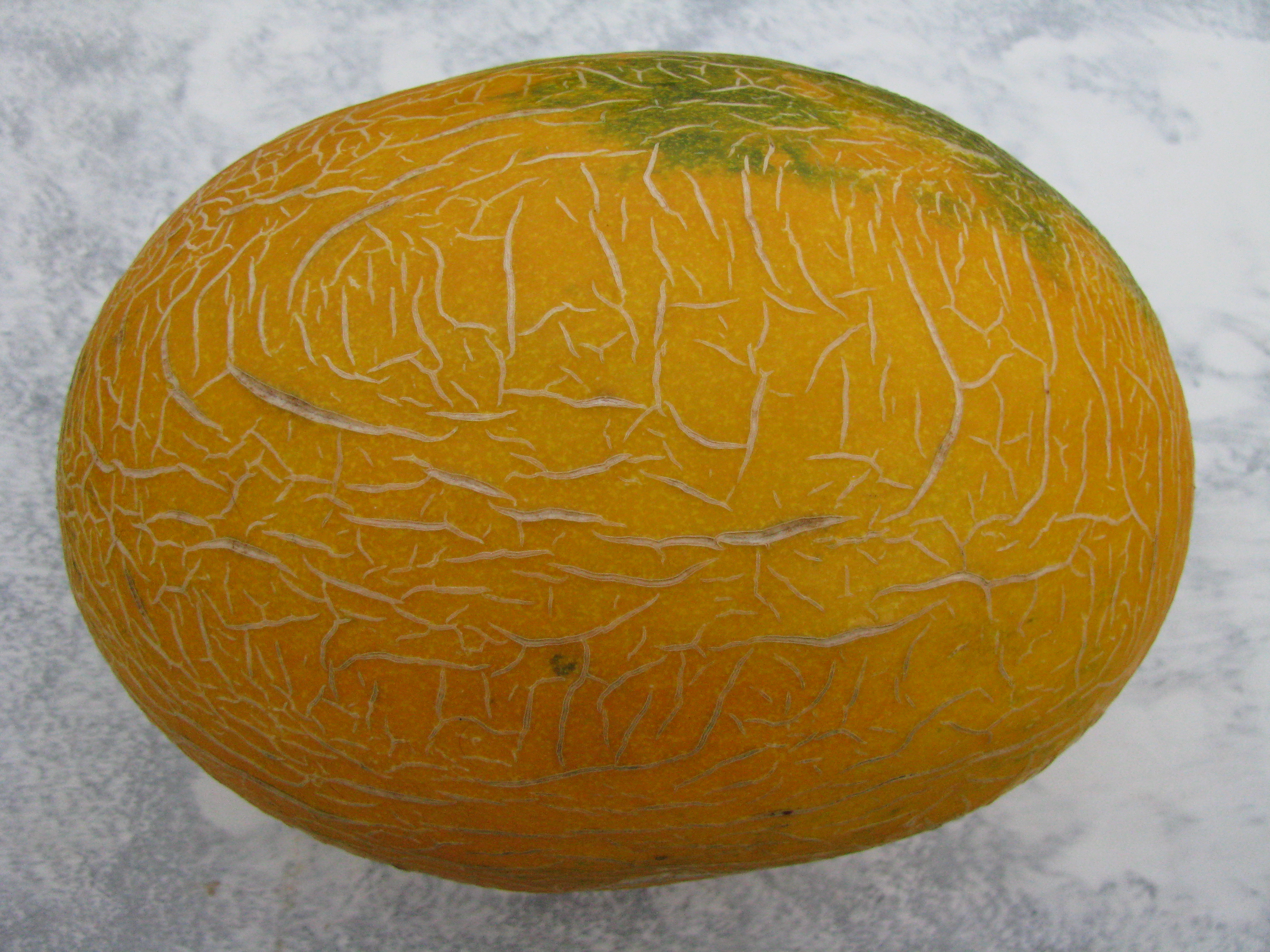
Сорт Берегиня
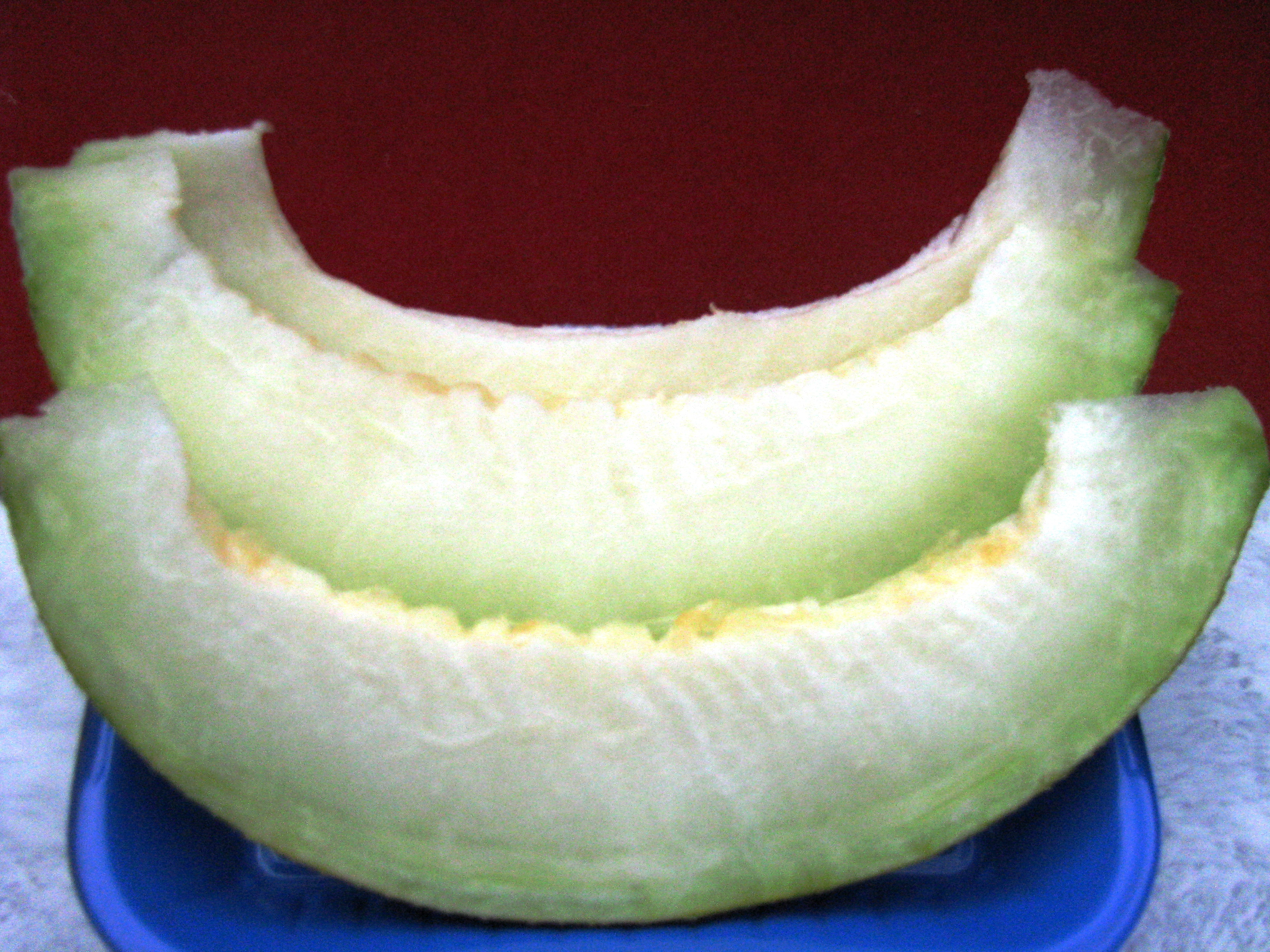
Скибки сорту Даная
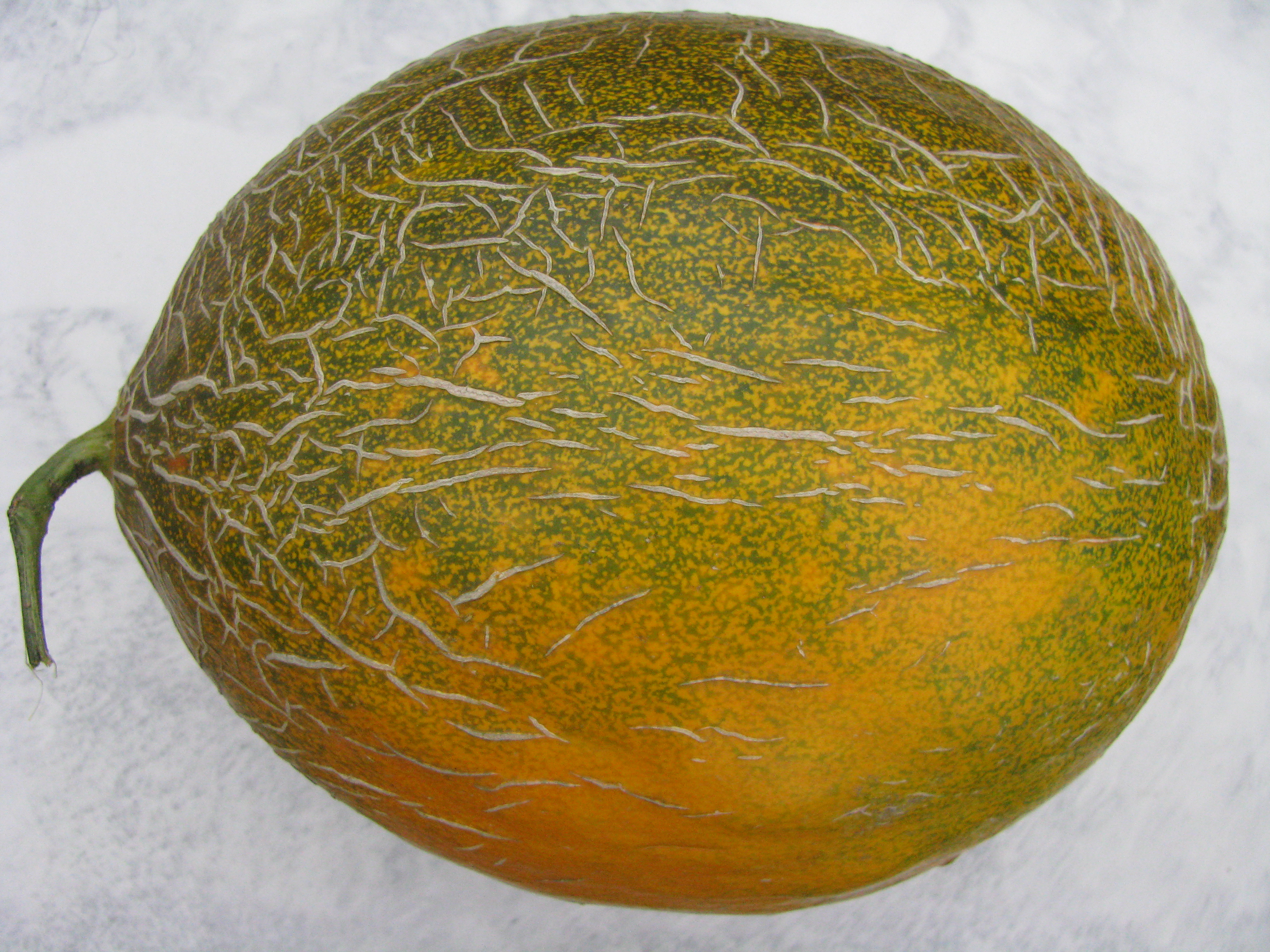
Сорт Даная
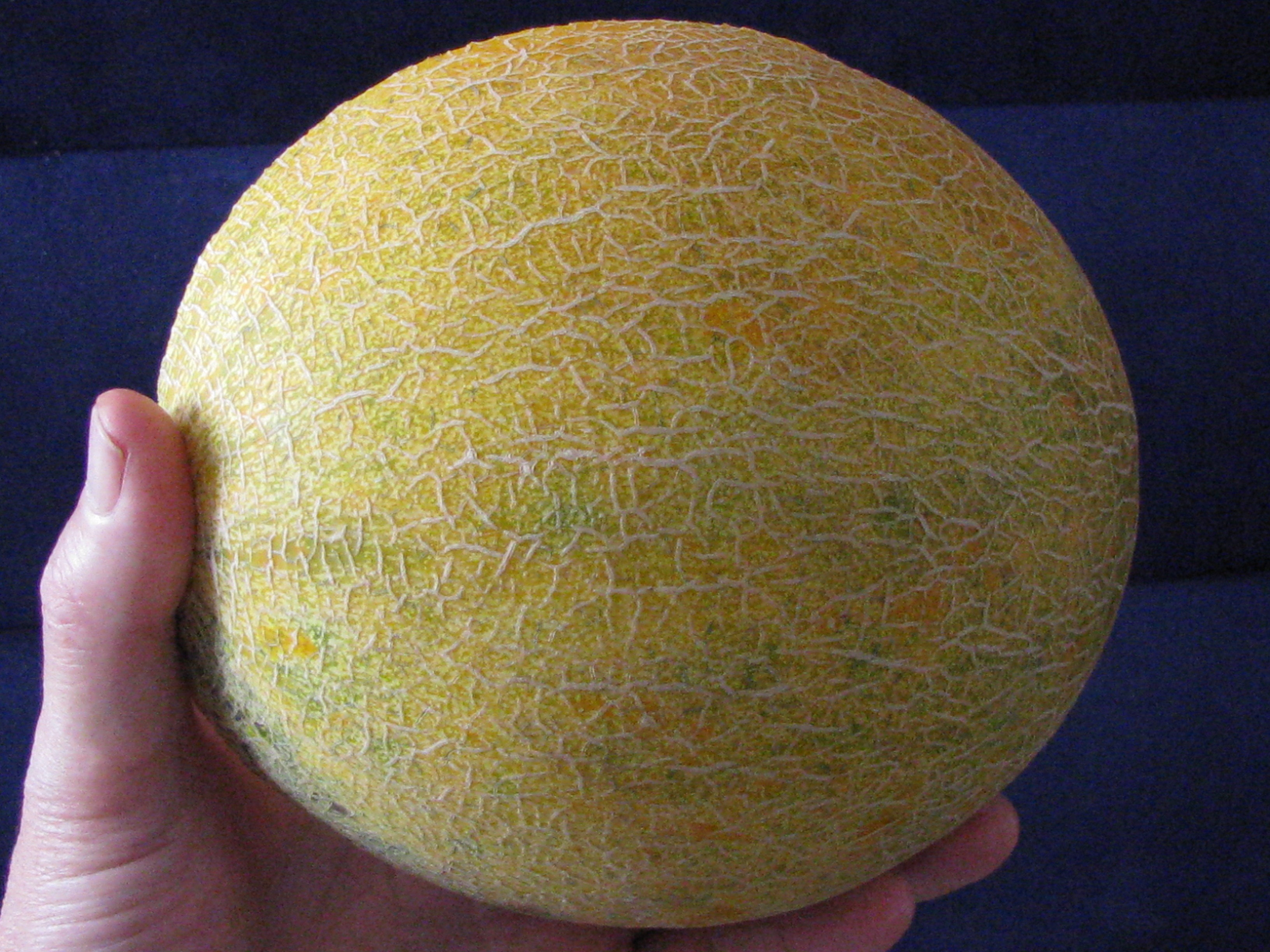
Сорт Титовка
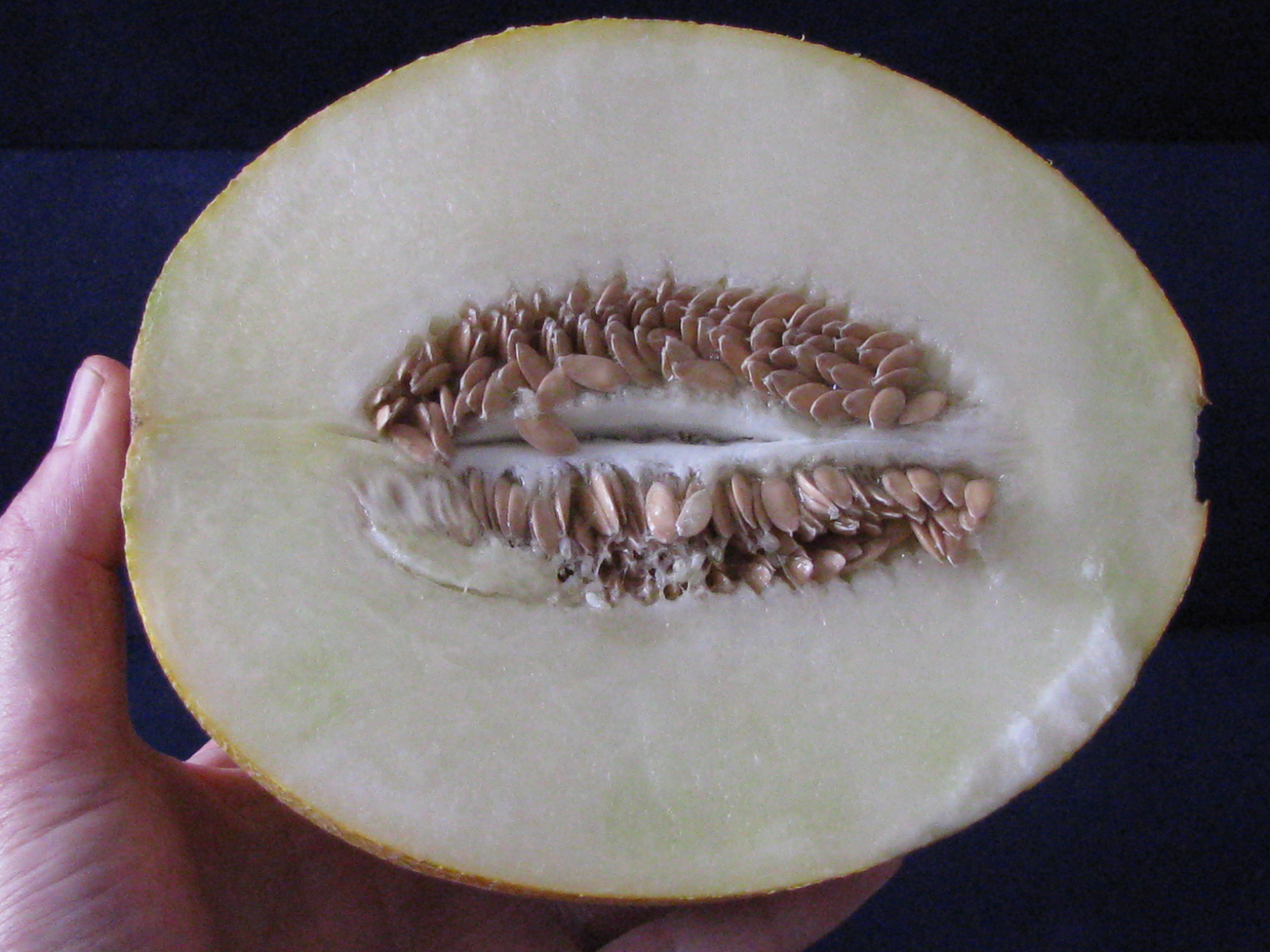
Плід сорту Титовка у розрізі
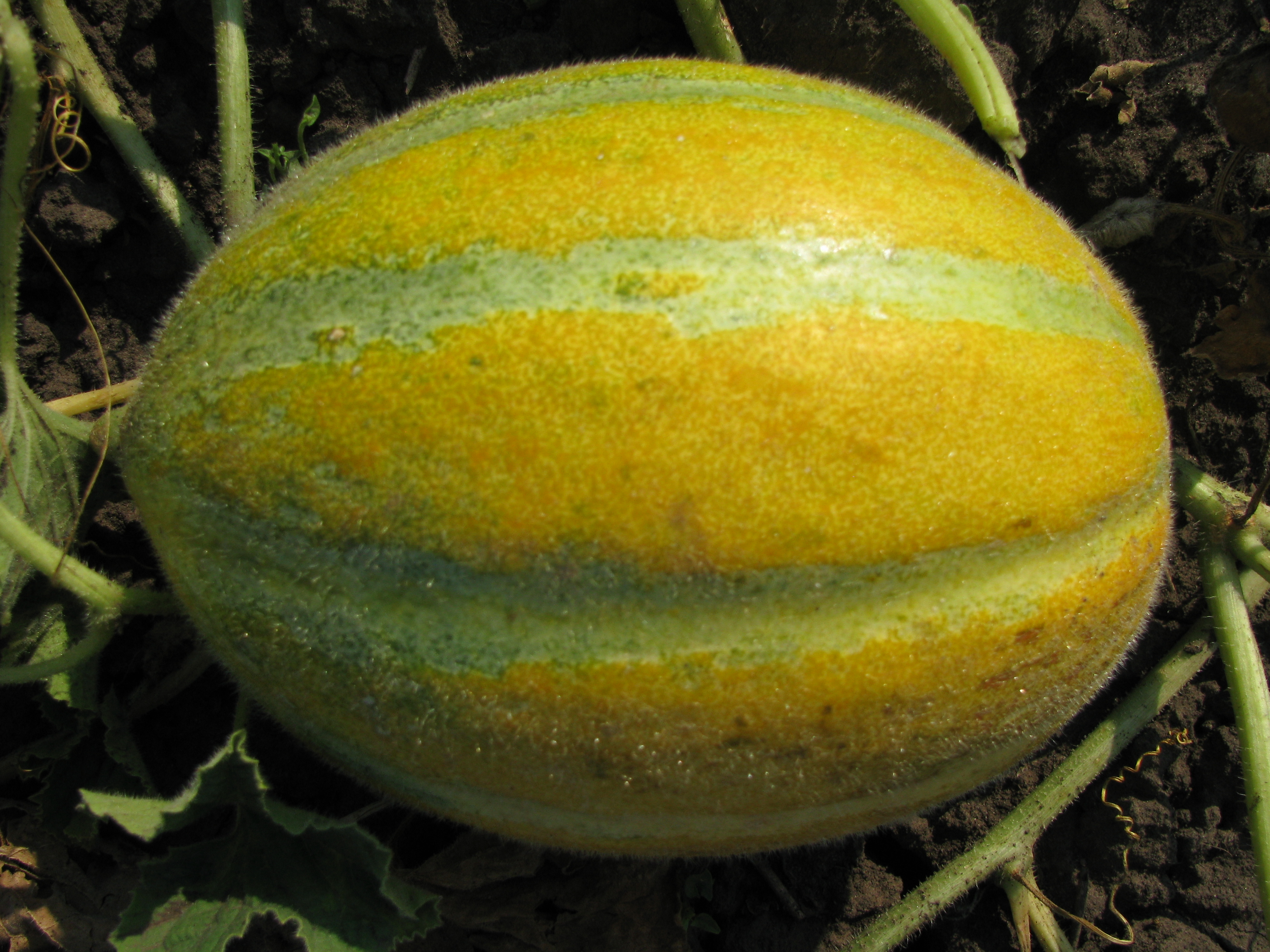
Сорт Самарська
Сорт Чайка
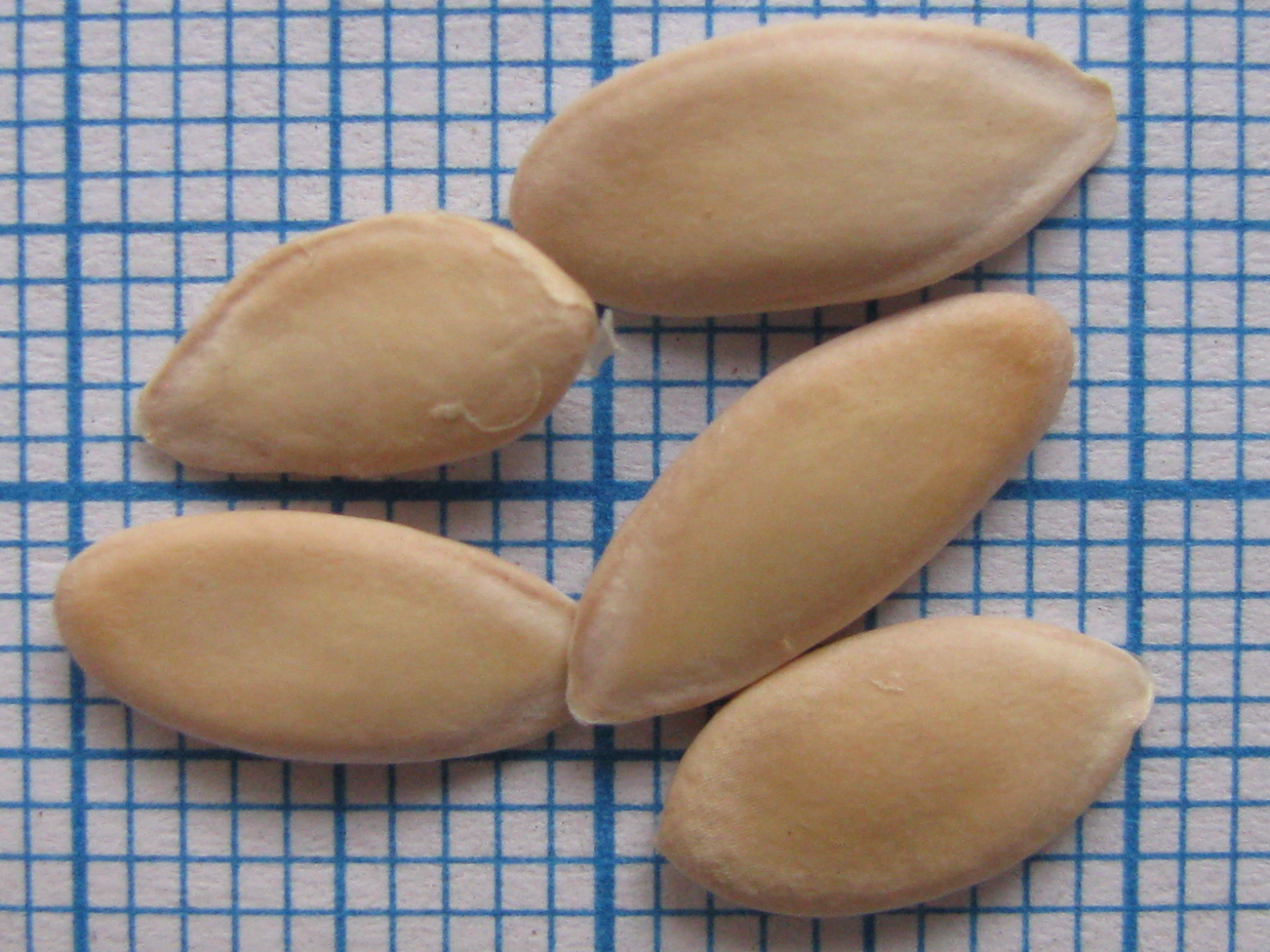
Насіння сорту Інея